# William Morris
William Morris (Walthamstow, 24 de marzo de 1834-Londres, 3 de octubre de 1896) fue un activista socialista británico. Asociado con el movimiento británico Arts and Crafts, fue uno de los principales promotores de la reactivación del arte textil tradicional, manteniendo, recuperando y mejorando los métodos de producción artesanales frente a la producción en cadena e industrial. Fue un gran defensor de la conservación del patrimonio arquitectónico religioso y civil. Sus aportaciones literarias contribuyeron a extender el género moderno de la fantasía. Desempeñó un importante y muy activo papel en la propaganda y difusión, mediante escritos, mítines y conferencias, del incipiente movimiento socialista británico.

## Biografía
Nació en Walthamstow, cerca de Londres. Perteneciente a una familia acomodada, en 1848 inició su educación en el Marlborough College y la completó en el Exeter College de la Universidad de Oxford, donde estudió arquitectura, arte y religión. En esta época conoció al crítico John Ruskin, que tendría sobre él una influencia duradera, y a artistas como Dante Gabriel Rossetti, Edward Burne-Jones, Ford Madox Brown y Philip Webb. También fue en estos años cuando conoció a Jane Burden, una joven de clase obrera cuyo pelo cobrizo y piel pálida eran considerados por Morris y sus amigos como la máxima expresión de la belleza femenina, por lo que la eligieron como modelo para numerosas obras. Morris y Burden se casaron en 1859.
Morris estuvo estrechamente vinculado a la Hermandad Prerrafaelita, movimiento que rechazaba la producción industrial en las artes decorativas y la arquitectura, y propugnaba un retorno a la artesanía medieval, considerando que los artesanos merecían el rango de artistas. 
Tras culminar sus estudios, comenzó a trabajar en 1856 en la firma de arquitectura de G.E. Street. Con Webb construyó la Red House, que fue su regalo de boda para Jane Burden. En los años siguientes (1857-62) se convirtió en pintor profesional. Con su experiencia en arte y arquitectura fundó, en 1861, junto con Dante Gabriel Rossetti, Burne-Jones, Madox Brown y Philip Webb,  Morris, Marshall, Faulkner & Co., una empresa de arquitectura y diseño industrial que él personalmente financiaba. Mediante esta empresa, Morris creó un renacimiento cultural en la Inglaterra victoriana que se basaba en las artes y los oficios de la época medieval como paradigma de la primacía del ser humano sobre la máquina y a la vez de un trabajo hecho atendiendo a las más altas cotas de expresión artística. 
Este movimiento atrajo a gente de todo el mundo y en 1875 la compañía pasa a llamarse Morris and Co., con Morris como único propietario. Durante gran parte de su vida, Morris se preocupó intensamente en preservar las artes y oficios medievales abominando de las modernas formas de producción en masa. 
Morris se consideraba marxista e influenciado por el anarquismo, en la década de 1880 Morris se convirtió en un activista socialista revolucionario comprometido. En 1883 se incorporó a la Federación Socialdemócrata (FS), el partido obrero de Inglaterra. Posteriormente, en 1884, se escindió junto con una parte de él y organizaron la Liga Socialista, donde militaban socialistas no marxistas (jacobinos, cristianos y anarquistas) si bien rompió de nuevo con esa organización en 1890.
William Morris fundó en 1891 Kelmscott Press  donde produjo trabajos originales (The Story of Sigurd the Volsung, The fall of the Nibelungs, etc), así como reimpresiones de los clásicos, siendo su obra más conocida la edición de los Cuentos de Canterbury, de Chaucer, ilustrada por Burne-Jones e impresa en Kelmscott Press en 1896. Morris estudió al detalle el arte del período medieval y por ello no es sorprendente que sus famosas iniciales y bordes de los libros que editaba se basaran en los trabajos de Peter Löslein y Bernhard Maler que trabajaron para el impresor y diseñador de tipos de Augsburgo Erhard Ratdolt (1474-84).
William Morris tuvo, sin lugar a dudas, una gran influencia histórica en las artes visuales y en el diseño industrial del siglo XIX.
El movimiento de artes y oficios pretendía volver a la manufactura artesanal contrastada con la producción industrial de la época y así hacer llegar la cultura a las áreas menos pudientes de la sociedad. Se le reprochó que los productos, por su complejidad en la fabricación y calidad solamente podían ser adquiridos fundamentalmente por las clases altas si bien sus trabajadores tenían un control y una participación 'digna y humana' en la producción.
Su crítica a la producción industrial no se debía tanto a la capacidad de fabricar muchos objetos sino a la condición que adquiría el trabajador de 'mera herramienta' ya que desaparecía la parte creativa, artesana y 'humana'. Morris, consideraba que el trabajador se transformaba en una máquina y este aspecto era para él la esencia de la crítica socialista y también romántica del proceso de trabajo capitalista.
Su novela utópica Noticias de ninguna parte alcanzó gran popularidad, en ella narra el paso del capitalismo al socialismo.

## Obras
- The Red House (1859)

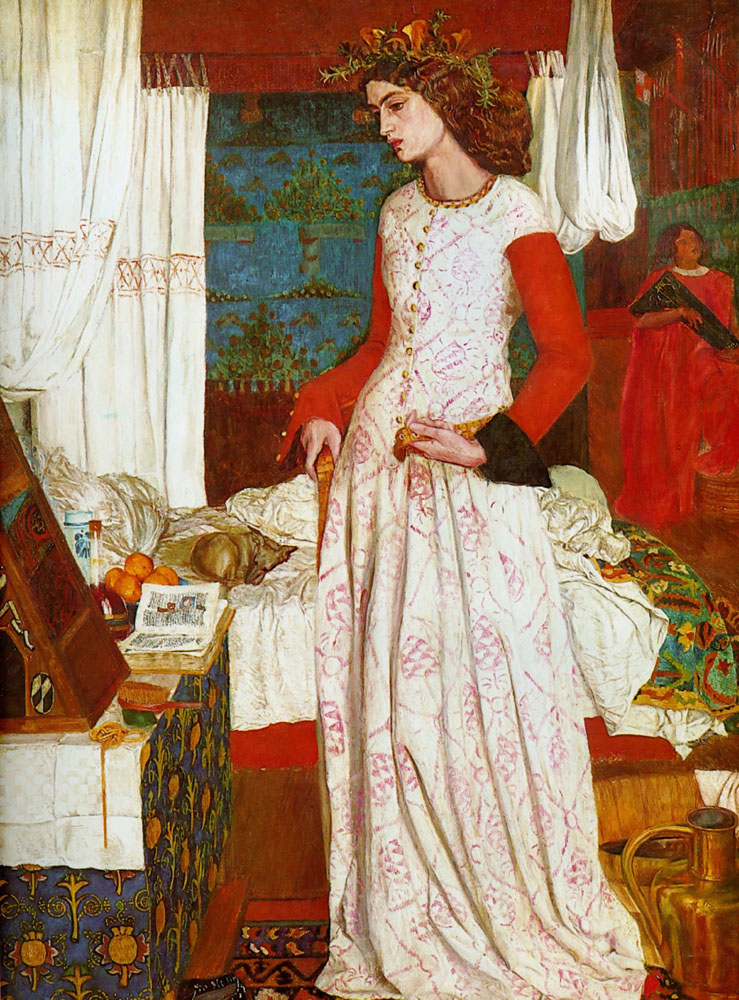
La bella Isolda (1858), más conocida -incorrectamente- como La reina Ginebra, es la única pintura al óleo conservada de William Morris (Tate Gallery). La modelo es Jane Burden.

- The Defence of Guenevere, and other Poems (1858)
- The Life and Death of Jason (1867)
- The Earthly Paradise (1868-70)
- Love is Enough, or The Freeing of Pharamond (1872)
- The Story of Sigurd the Volsung and the Fall of the Nibelungs (1876)
- A Dream of John Ball (1886)
- The House of the Wolfings (1888)
- The Roots of the Mountains (1889)
- News from Nowhere or An Epoch of Rest (1890). En español: Noticias de ninguna parte.
- The Story of the Glittering Plain (1890). En español: Historia de la Llanura Esplendente.
- The Well at the World's End (1892)
- The Wood Beyond the World (1892)

### En español
- A pesar de los estragos del tiempo, El Desvelo, Cantabria, 2018. Traducción de Tomás García Lavín, edición de Andrea Constanza Ferrari y Javier Fernández Rubio.
- Noticias de ninguna parte, Ciencia Nueva, 1968.
- La Era del Sucedáneo y otros textos contra la civilización moderna, Pepitas de Calabaza, Logroño, 2016. Traducción de Javier Rodríguez Hidalgo y edición, notas y prólogo de Olivier Barancy  ISBN 978-84-15862-51-2
- Cómo vivimos y cómo podríamos vivir. Trabajo útil o esfuerzo inútil. El arte bajo la plutocracia, Pepitas de Calabaza, Logroño, 2013 (Tercera edición). Traducción de Federico Corriente y prólogo de Estela Schindel ISBN 978-84-940296-7-7
- Lo bueno, lo útil y lo bello, Mochuelo Libros, Buenos Aires, 2014. ISBN 978-987-45381-0-9
- Trabajo y comunismo, Maia Ediciones, 2014. Introducción traducción y notas de José María Duran Medraño ISBN 978-84-92724-57-4
- Historia de la Llanura Esplendente, Cátedra, 2014. Edición de Javier Martín Lalanda